# 高日罕水库
高日罕水库也作高力罕水库、高尔罕水库，位于中华人民共和国内蒙古自治区锡林郭勒盟西乌珠穆沁旗巴彦花镇以北80千米的高日罕郭勒干流上，是为白音华煤田坑口电站生产供水兴建的水利工程。工程于2004年开工建设，2007年竣工。坝址以上控制流域面积1422平方千米，最大坝高19.79米，坝长1047.4米。正常蓄水位1002.1米，总库容3785万立方米。因水库拦截了高日罕郭勒，导致河流下游大面积草原湿地断水，致使当地生态环境恶化，湿地消亡。
2012年，由于降水量大，高日罕水库容量超限，在没来得及通知附近牧民转移安置就开闸泄洪，造成下游大面积水灾，导致方圆百公里百姓的房屋、棚圈、柴草垛、牛羊被洪水冲走冲毁。